# Rosette (motif)
Pour les articles homonymes, voir Rosette.
En architecture et en décoration, une rosette est un motif ornemental floral stylisé reprenant la disposition botanique (vue de dessus) de feuilles, pétales ou fleurs concentriques.
L'ornement d'architecture en forme de rose, dont on remplit les compartiments des voûtes est plus volontiers nommé « rosace ». La rosette ou rosace ne doit pas non plus être confondue avec la rosace qui est une baie en forme de rose.
Ce motif est utilisé depuis l'Antiquité dans le bassin méditerranéen et en Asie Mineure et en Asie centrale, dans divers domaines artistiques tels que l'architecture, la peinture, la sculpture, l'ébénisterie, la bijouterie ou encore la broderie.

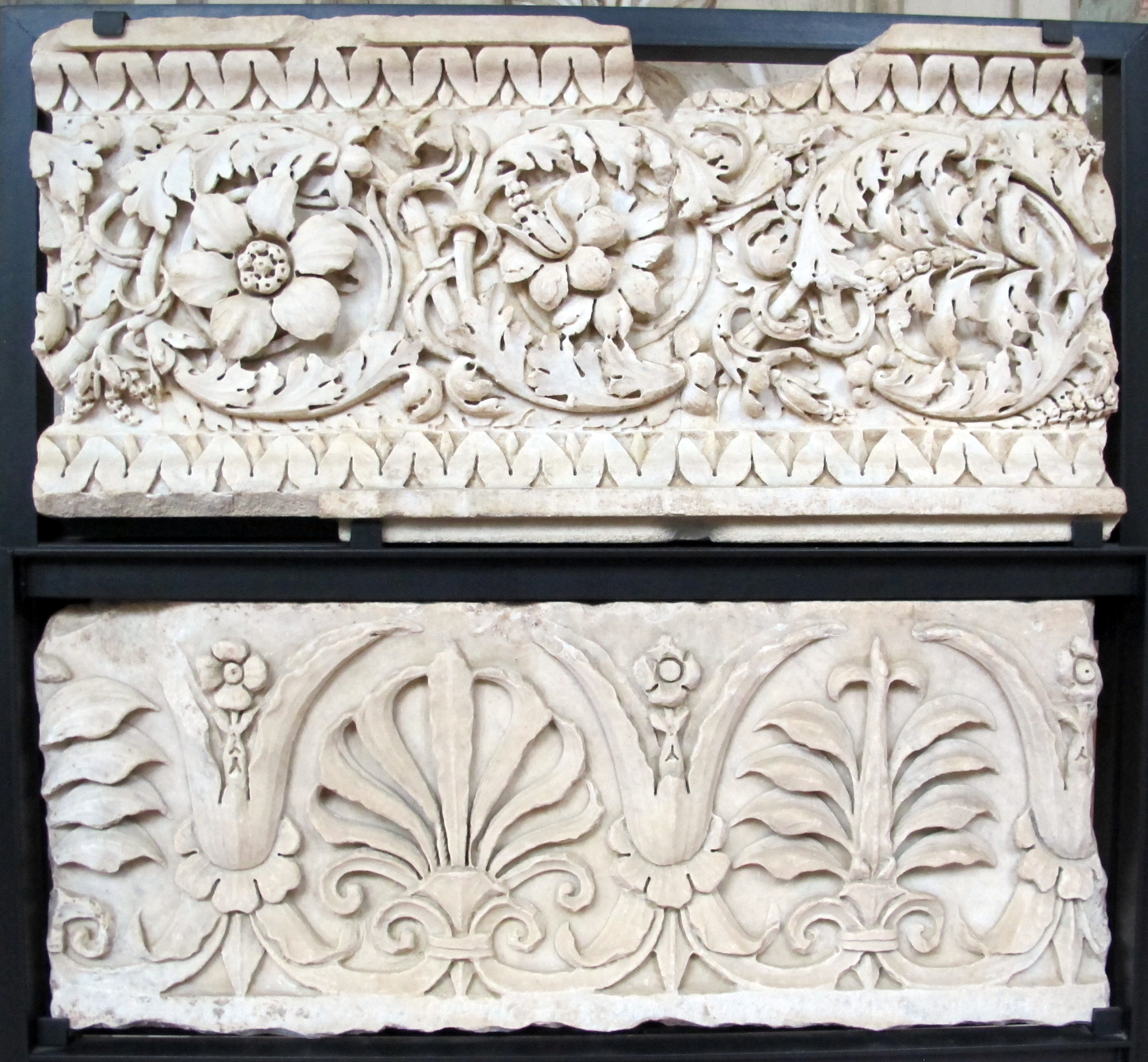
Villa Medicea di Cerreto Guidi, fragment de frises. Rinceaux incluant des roses au-dessus.
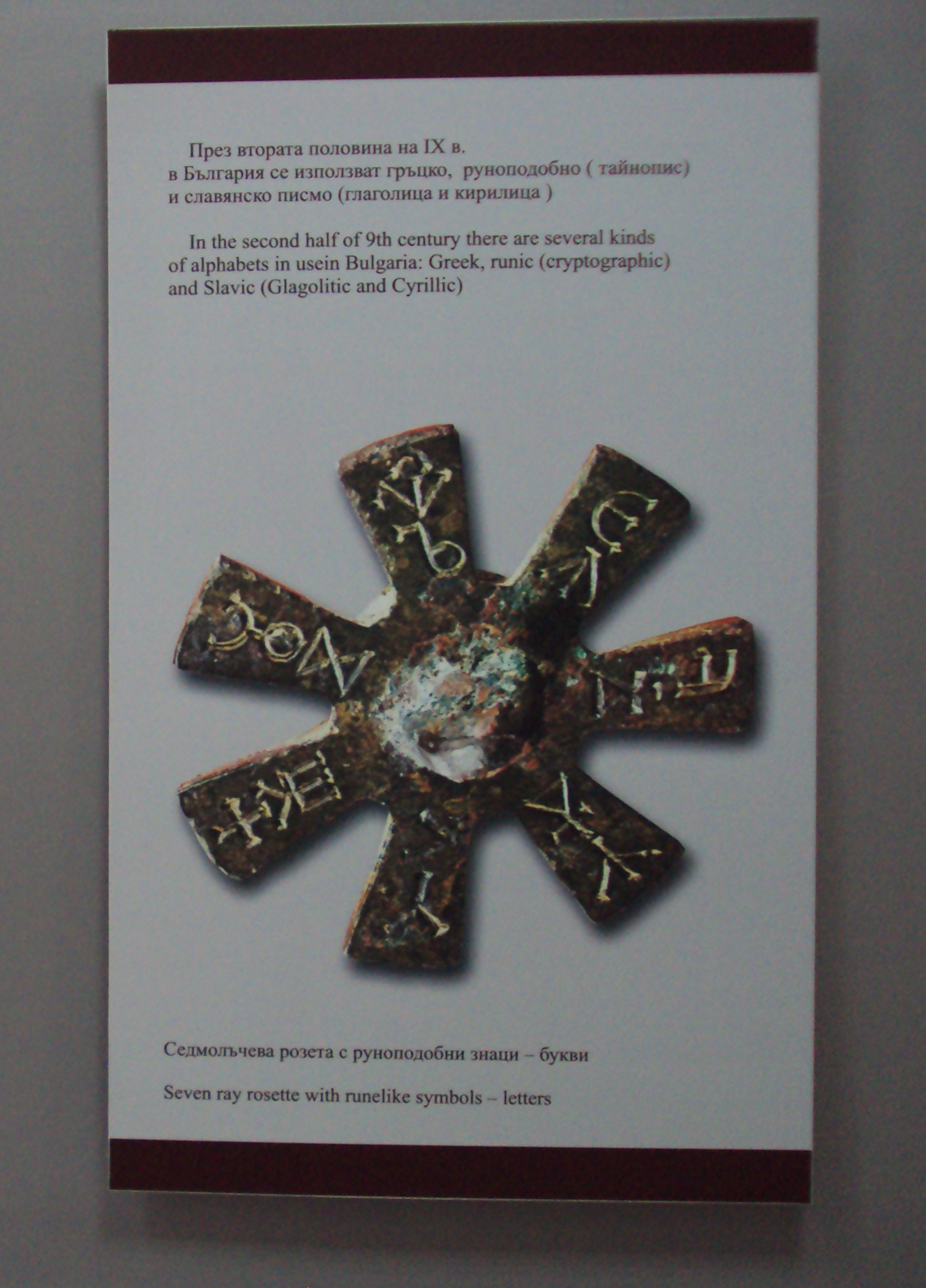
Rosette de Pliska
Symbole dit de rosette sur le disque de Phaistos, estimé entre 2100 à 1100 av. J.-C.
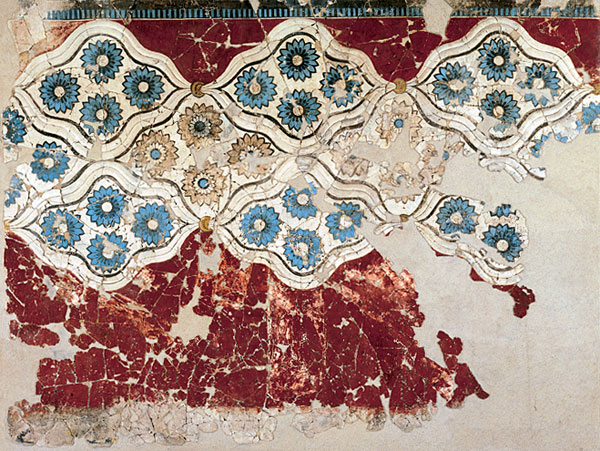
Rosettes peintes (Akrotiri, Grèce, environ 1500 av. J.-C.).
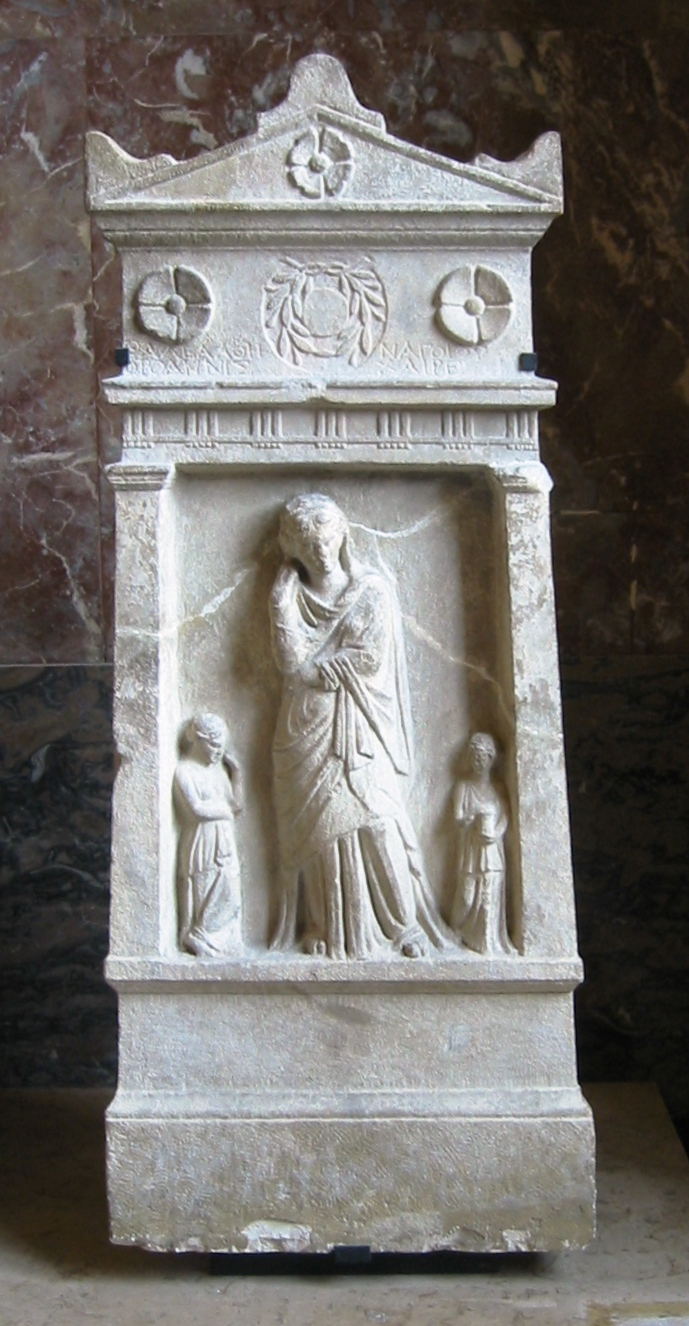
Stèle funéraire de Thalea, ornée de rosettes (Smyrne, Turquie, environ 150 av. J.-C.).
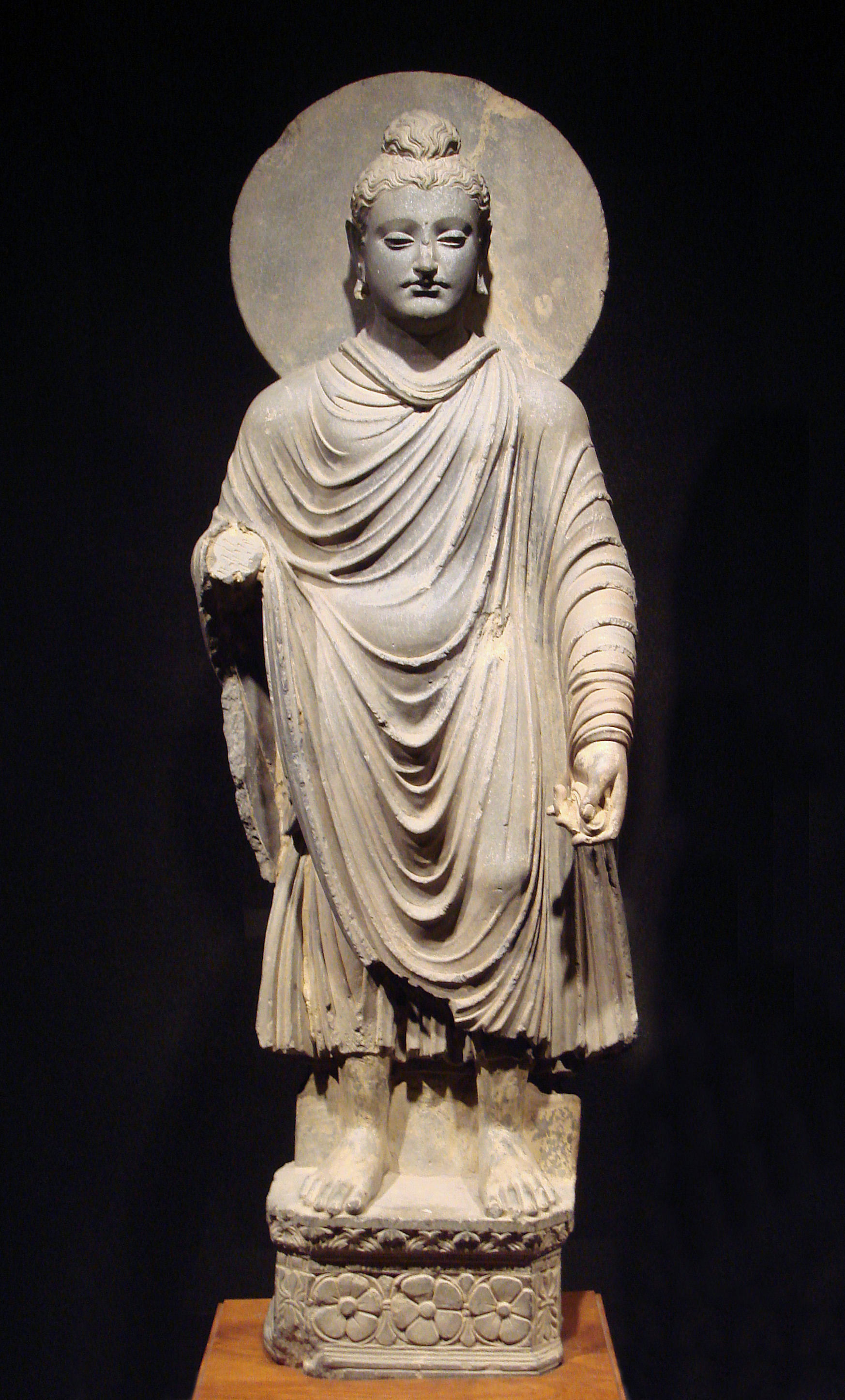
Statue de Bouddha ornée de rosettes, art gréco-bouddhique du Gandhara, environ Ier siècle.
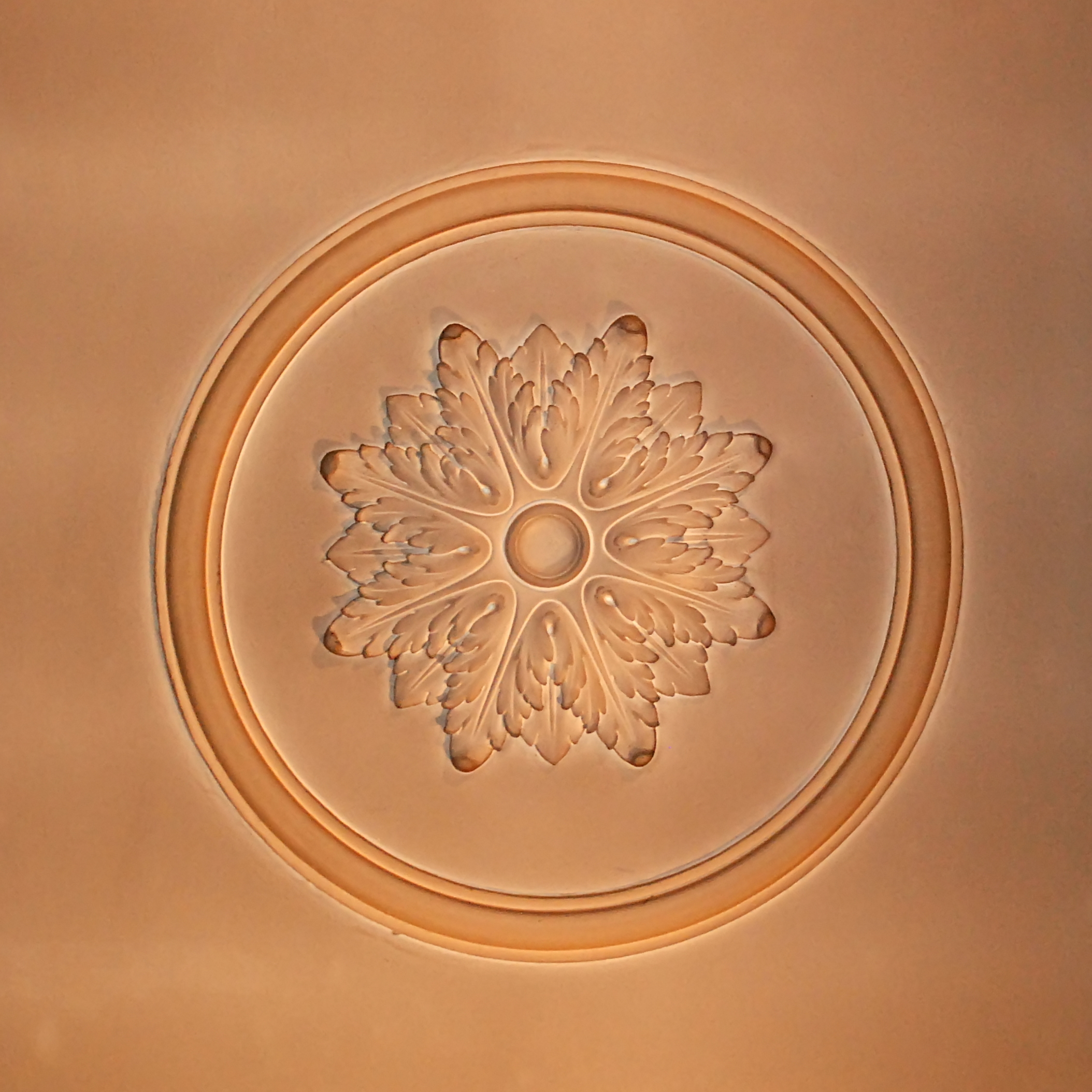
Rosette en stuc du plafond de l'église Saint-Rémy d'Ottignies.